# Operacja krymska

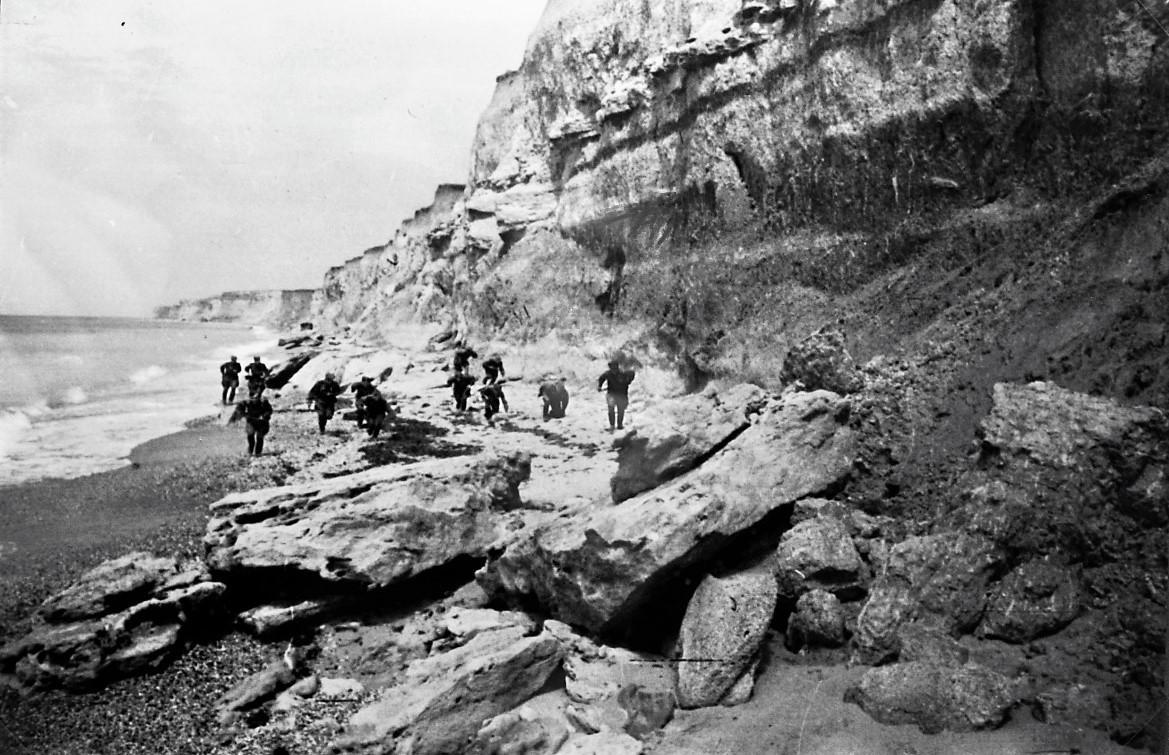
Na obrzeżach Sewastopola. Żołnierze gwardii pod dowództwem por. Aleksandrowa atakują wroga. Zdjęcie Siergieja Strunnikowa. 1944 rok

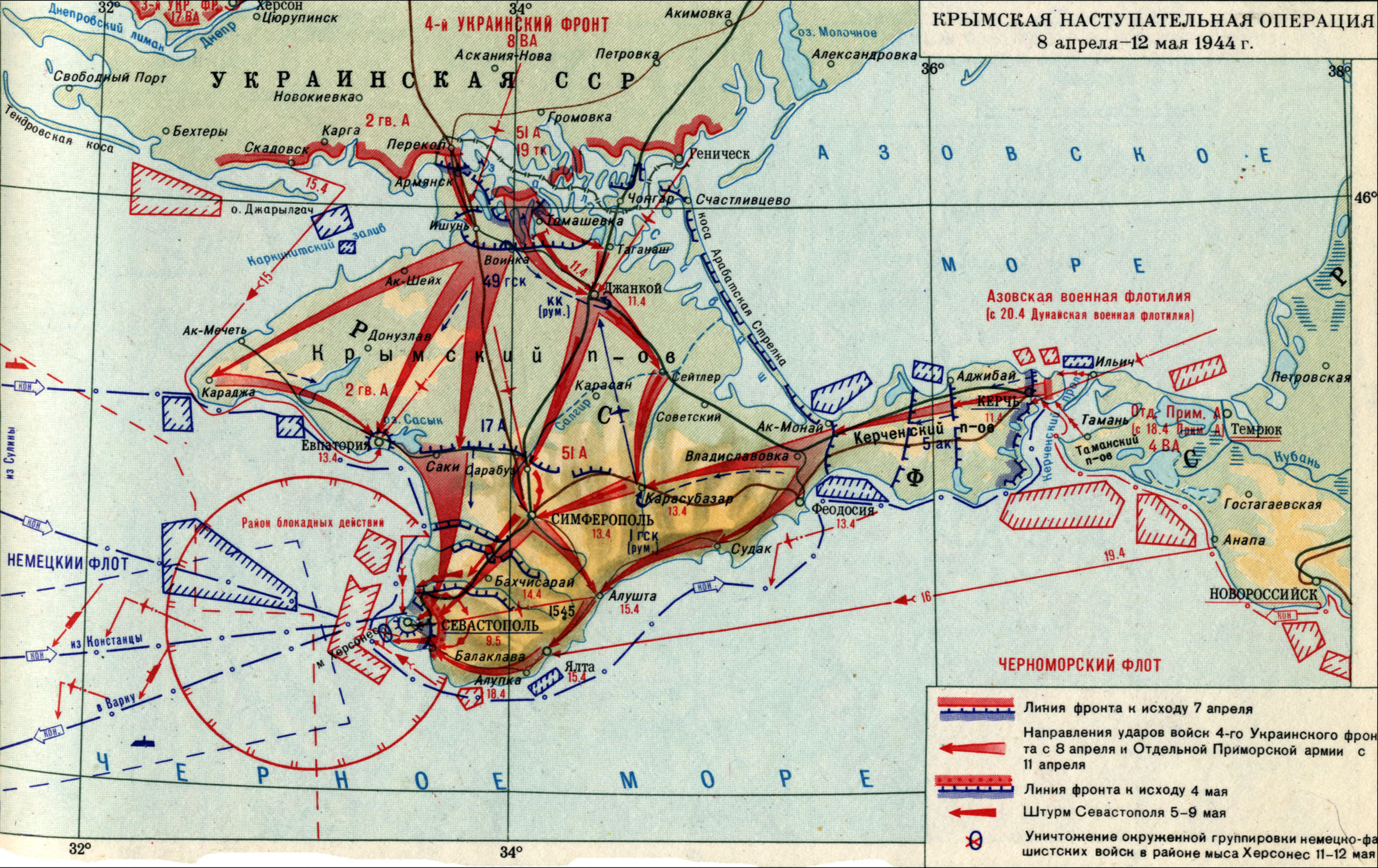
Schemat operacji

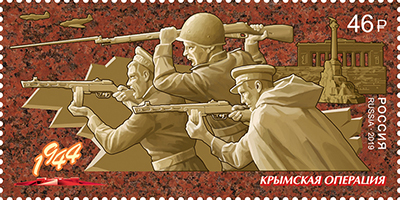
Rosyjski znaczek pocztowy wydany na 75. rocznicę operacji krymskiej

Operacja krymska – ofensywa Armii Czerwonej przeprowadzona w celu wyzwolenia Krymu spod okupacji niemieckiej. Jesienią i zimą 1943 roku wojska Armii Czerwonej przeprowadziły ofensywę na wielką skalę na Ukrainie na wschód od Dniepru, mającą na celu wyzwolenie południowej Ukrainy i zablokowanie oddziałów niemieckich na Krymie. Do końca 1943 roku wojska 2., 3. i 4 Frontu Ukraińskiego osiągnęły ten cel. Na początku 1944 roku Sowieci rozpoczęli przygotowania do rozpoczęcia operacji wyzwolenia Krymu. Po kilku miesiącach przygotowań ofensywa ruszyła 8 kwietnia 1944 roku. Wojska radzieckie zaatakowały pozycje niemieckie na Krymie z północy z Przesmyku Perekopskiego i ze wschodu z Półwyspu Kerczeńskiego, w połowie wyzwolonego w operacji desantowej przeprowadzonej w listopadzie 1943 roku. Pomimo początkowych trudności w przełamaniu niemieckich linii obronnych obrona niemiecka załamała się po kilku dniach pod silnym naporem oddziałów radzieckich, a Armia Czerwona szybko nacierała w głąb Krymu. Do połowy kwietnia dotarli do Sewastopola. 5 maja siły 4 Frontu Ukraińskiego rozpoczęły szturm miasta, które wyzwolono 9 maja. Ostatnie oddziały państw Osi skapitulowały 12 maja. Rezultatem operacji było całkowite zwycięstwo Armii Czerwonej i nieudana ewakuacja przez Morze Czarne, która spowodowała ciężkie straty wśród jednostek niemieckich i rumuńskich.

## Ofensywa Armii Czerwonej w kierunku Krymu
Jednocześnie, gdy wojska Frontu Woroneskiego toczyły walki na kierunku kijowskim Stawka planowała działania w kierunku miast Kirowograd i Krzywy Róg. Celem było wyzwolenie południa Ukrainy i zablokowanie wojsk niemieckich na Krymie. Front Stepowy miał pokonać wojska niemieckie pod Kirowogradem i uniemożliwić im odwrót na zachód, a następnie, nacierając na Krzywy Róg, wyjść na tyły Niemców pod Dniepropetrowskiem. Front Południowo-Zachodni miał zlikwidować niemiecki przyczółek na Zaporożu, rozszerzyć własne przyczółki na Dnieprze i razem z Frontem Stepowym zlikwidować zgrupowanie przeciwnika w rejonie Dniepropetrowska i Krzywego Rogu. Zadaniem Frontu Południowego było przerwanie obrony na rzece Mołoczna i natarcie w kierunku Kachowki i Chersonia. Na początku października siły przeznaczone do tych działań liczyły 1 mln 550 tys. ludzi, 24 437 dział i moździerzy, 1160 czołgów i dział samobieżnych oraz ok. 2000 samolotów. Oddziały niemieckie, które miały bronić tego regionu, składały się z 1 Armii Pancernej, części sił 8 Armii z Grupy Armii „Południe” i 6 Armii z Grupy Armii „A”. Tworzyło je 40 dywizji, w tym 8 pancernych i zmotoryzowanych. Liczyły one ok. 770 tys. ludzi dysponujących 8000 dział i moździerzy, 800 czołgami i 1000 samolotów.
Niemiecki przyczółek pod Zaporożem miał do 40 km szerokości i do 20 km głębokości. Broniły go oddziały XVII Korpusu Armijnego i XL Korpusu Pancernego 1 Armii Pancernej liczące 35 tys. żołnierzy, 600 dział i moździerzy oraz ok. 200 czołgów i dział szturmowych. Na ich pozycje 10 października ruszyły 12 Armia oraz 3. i 8 Gwardyjskie Armie lewego skrzydła Frontu Południowo-Zachodniego wspierane przez 17 Armię Lotniczą. Po czterodniowych walkach w nocy 13 października przerwano obronę i rozpoczął się szturm na miasto. Następnego dnia Zaporoże zostało wyzwolone. Uciekające oddziały niemieckie zdążyły zniszczyć tylko część obiektów przemysłowych przeznaczonych do wysadzenia.
Wojska Frontu Stepowego rozpoczęły działania 15 października. Po przygotowaniu artyleryjskim z rejonu Krzemieńczuka ruszyły do ataku 5. i 7 Gwardyjskie Armie oraz 37. i 57 Armia. W drugim rzucie na przerwanie frontu czekała 5 Gwardyjska Armia Pancerna. Z powietrza natarcie wspierała 5 Armia Lotnicza. Atakowano w kierunku Piatichatek i Krzywego Rogu. Ponieważ początkowo nie zdołano złamać obrony, do akcji wprowadzono drugi rzut frontu. Po dwóch dniach został on przerwany na szerokość 40 km i głębokość 17 km. Aby wykorzystać sytuację, Frontowi Stepowemu przekazano z Frontu Południowo-Zachodniego cztery dywizje strzeleckie i 1 Korpus Zmechanizowany, a z Frontu Południowego – 20 Korpus Pancerny. Dzięki temu do 23 października wyłom miał już 70 km szerokości i 125 km głębokości. Radzieckie czołgi kierowały się na Krzywy Róg i doszły na odległość 30 km od Kirowogradu.
Tego samego dnia z przyczółków pod Dniepropetrowskiem ruszyło prawe skrzydło 3 Frontu Ukraińskiego. Po dwóch dniach wojska tego frontu we współdziałaniu z 2 Frontem Ukraińskim wyzwoliły Dniepropetrowsk i Dnieprodzierżyńsk, a do końca miesiąca przesunęły się o 70 km na zachód. Szybkie postępy radzieckiej ofensywy groziły odcięciem Krymu. Niemieckie dowództwo zaczęło wzmacniać 1 Armię Pancerną, która 19 listopada otrzymała sześć dywizji piechoty i dwie pancerne. Jednocześnie Hitler zwrócił się z prośbą do marsz. Iona Antonescu o przysłanie nowych dywizji rumuńskich. Plany Niemców były znane radzieckiemu wywiadowi, ale podjęte działania nie zdołały powstrzymać 1 Armii Pancernej. Podczas walk prowadzonych od 24 do 28 października w rejonie Krzywego Rogu i na wschód od Kirowogradu wojska 2. i 3 Frontu Ukraińskiego musiały się cofnąć i zorganizować obronę na rzece Ingulec. Tej rubieży Niemcy już nie zdołali przekroczyć. Nie udało się też powstrzymanie marszu wojsk radzieckich wzdłuż Dniepru w kierunku Kijowa. Do 20 grudnia 2 Front Ukraiński wyzwolił Znamiankę, Czehryń i Czerkasy. Ponieważ niemieckie dowództwo zdołało ściągnąć w ten rejon trzy dywizje pancerne, jedną piechoty i jedną zmechanizowaną, nie udało się wyzwolić Kirowogradu i Krzywego Rogu. Jednak radzieckie oddziały zaangażowały znaczne siły przeciwnika, uniemożliwiając próby odbicia Kijowa.
3 Front Ukraiński w listopadzie prowadził też działania na zachód od Zaporoża w kierunku Nikopola, zabezpieczając jednocześnie prawe skrzydło 4 Frontu Ukraińskiego. Od 14 do 30 listopada wojska 3 Frontu Ukraińskiego przesunęły się o 20 km. Jego 6 Armia sforsowała Dniepr na południe od Zaporoża i 30 listopada rozpoczęła działania ofensywne. Do końca roku odepchnęła Niemców o 20–30 km od miasta Marganiec.
Operujące najbardziej na południe armie Frontu Południowego musiały przełamać niemiecką linię obrony wzdłuż rzeki Mołoczna. Linia ta, obsadzona przez 20 dywizji 6 Armii, broniła dostępu do dolnego biegu Dniepru i zamykała drogę na Krym. Dowództwo Frontu Południowego planowało przeprowadzenie głównego ataku na prawym skrzydle siłami 5 Armii Uderzeniowej, 44 Armii i 2 Gwardyjskiej Armii. Wykonanie pomocniczego ataku na południe od Melitopola powierzono 28 Armii. Zadaniem frontu po przerwaniu obrony było odizolowanie Krymu i w miarę możliwości wdarcie się na półwysep. Główne siły po dojściu do Kachowki i Chersonia miały opanować ujście Dniepru i uzyskać przyczółki na jego prawym brzegu. W rezerwie frontu pozostawała 51 Armia.
Ofensywa Frontu Południowego rozpoczęła się 26 września. Po chwilowych sukcesach 44 Armii i 2 Gwardyjskiej Armii tempo natarcia spadło, a nadejście nowych sił nie pomogło. Dopiero 9 października 28 Armia przełamała obronę i ruszyła na Melitopol. 12 października w powstały wyłom wprowadzono 51 Armię, korpus pancerny i korpus kawaleryjski. Do 23 października siły te wyzwoliły miasto i przełamały obronę w dolnym biegu Mołocznej. Jednocześnie prawe skrzydło 4 Frontu Ukraińskiego pokonało Niemców w górnym biegu rzeki. Od 24 października armia niemiecka zaczęła się wycofywać na rubież Dniepru. Pod koniec miesiąca do tej rzeki dotarła radziecka 2 Gwardyjska Armia. W tym czasie 28 Armia doszła do Geniczeska, natomiast 51 Armia rozbiła niemieckie zgrupowanie w rejonie Askanija-Nowej i na początku listopada osiągnęła Perekop, odcinając Krym. Oddziały piechoty tej armii 1 listopada 1943 roku przeszły 3 km po dnie bardzo płytkiego zalewu Sywasz i zdobyły przyczółek na jego południowym brzegu. Trzeba dodać, że dokonano tego w lodowatej i słonej wodzie.
Dowódca Grupy Armii „A” feldmarsz. Ewald von Kleist planował ewakuację z Krymu 17 Armii, ale nie otrzymał zgody dowództwa Wehrmachtu. Jednocześnie Niemcy planowali przeprowadzenie z rejonu Nikopola, Krzywego Rogu i Kirowogradu ofensywy wspartej przez 17 Armię, by odciąć 4 Front Ukraiński nad Dnieprem. Radzieckie dowództwo, wiedząc o tych planach, postanowiło siłami trzech frontów ukraińskich zaatakować szykujące się do kontrataku oddziały niemieckie. Jednak Niemcy byli szybsi i w połowie listopada uderzyli spod Nikopola na 5 Armię Uderzeniową. Sukcesu nie odnieśli, ale przedłużające się i ciężkie walki zmusiły 4 Front Ukraiński do zrezygnowania na jakiś czas z wyzwalania Krymu.

## Wyzwolenie Krymu
Początkowo rozpoczęcie operacji wyzwalania Krymu planowano na 18–19 lutego 1944 roku, jednak przełożono ją na początek marca, a następnie na początek kwietnia. Czekano na ostateczne zakończenie walk nad Dnieprem i ustanie sztormów na Morzu Azowskim.
W kwietniu 1944 roku 17 Armia składała się z 12 dywizji, z których dwie dostarczono drogą morską na początku roku. Tylko pięć z nich należało do Wehrmachtu, resztę stanowiły jednostki rumuńskie. Oprócz tego na półwyspie znajdowały się dwie brygady dział szturmowych i oddziały wsparcia. Siły te liczyły 195 tys. żołnierzy wyposażonych w 3600 dział i moździerzy oraz 215 czołgów i dział szturmowych. Na Krymie stacjonowało także 148 samolotów. W jego północnej części i na Półwyspie Kerczeńskim rozbudowano system umocnień. Na Przesmyku Perekopskim powstały trzy linie obrony, wokół przyczółka nad zalewem Sywasz dwie–trzy, a pod Kerczem cztery linie. Ufortyfikowano też Symferopol w głębi lądu. Na północy Półwyspu Krymskiego rozlokowano pięć dywizji, na Półwyspie Kerczeńskim cztery, reszta znajdowała się na wybrzeżu.
Według założeń radzieckiego dowództwa 4 Front Ukraiński miał atakować z północy przez Perekop i Sywasz, a Samodzielna Armia Nadmorska – z Półwyspu Kerczeńskiego. Liczono przy tym na znaczną aktywność oddziałów partyzanckich. Jeden kierunek natarcia prowadził na Sewastopol i Symferopol, natomiast zasadnicze uderzenie miało być wyprowadzone z przyczółka nad zalewem Sywasz na tyły wojsk broniących Perekopu. Jednocześnie zamierzano wyzwolić miasto Dżankoj, co zapewniłoby swobodę manewru na całym półwyspie. Celem pomocniczego uderzenia na Przesmyku Perekopskim było związanie obrony i ewentualnie przebicie się przez niemieckie linie. Samodzielna Armia Nadmorska otrzymała zadanie przerwania obrony na północ od Kerczu i następnie w dwóch kolumnach miała kierować się na zachód: jedna nacierałaby w kierunku Symferopola i Sewastopola, a druga – wyzwoliła południowe wybrzeże. Działania miały wspierać Flota Czarnomorska i lotnictwo, którym powierzono blokowanie półwyspu od strony morza. Azowskiej Flotylli Wojennej przydzielono zadanie wspierania działań Samodzielnej Armii Nadmorskiej i zapewnienie transportu przez Cieśninę Kerczeńską.
Przeznaczone do operacji siły 4 Frontu Ukraińskiego (dowódca Fiodor Tołbuchin) i Samodzielnej Armii Nadmorskiej liczyły 470 tys. żołnierzy wyposażonych w 5982 działa i moździerze oraz 559 czołgów i dział samobieżnych. Wsparcie z powietrza zapewniało 1250 samolotów 4. i 8 Armii Lotniczej. Dowódcą całej operacji był przedstawiciel Stawki marsz. Aleksandr Wasilewski. Do Samodzielnej Armii Nadmorskiej przydzielono jako przedstawiciela Stawki marsz. Klimienta Woroszyłowa, którego wiedza wojskowa i inteligencja były niewielkie.
W pierwszym rzucie 4 Frontu Ukraińskiego znajdowały się 2. Armia Gwardii na kierunku perekopskim i 51 Armia na kierunku sywaskim. Wspierająca artyleria uzyskała koncentrację 122-183 dział i moździerzy na kilometr frontu. Przygotowanie zapasów było lepiej niż wystarczające. Natarcie rozpoczęło się 8 kwietnia. Wcześniej przez pięć dni ciężka artyleria ostrzeliwała umocnienia przeciwnika, a jeszcze przez dwie i pół godziny przed samym atakiem obrona była zasypywana pociskami i bombami lotniczymi. Oddziały 2 Armii Gwardii mimo takiego wsparcia posuwały się bardzo wolno, przełamanie pierwszej linii obrony zajęło im dwa dni. Na drugiej linii atak został zatrzymany. Znacznie lepiej poszło 51 Armii, która przy silnym wsparciu artylerii i lotnictwa do wieczora 10 kwietnia przerwała obronę i weszła w głąb półwyspu. Następnego dnia w wyłom wprowadzono 19 Korpus Pancerny, który szybko wyzwolił Dżankoj i wyszedł na tyły obrony przesmyku. Zmusiło ją to do szybkiej ewakuacji i w konsekwencji nastąpił odwrót na całym froncie. 2 Armia Gwardii wzdłuż całego wybrzeża ruszyła na Eupatorię, a 51 Armia – na Symferopol. Sprzyjającą sytuację wykorzystała Samodzielna Armia Nadmorska, która w nocy z 10 na 11 kwietnia przełamała obronę i ruszyła w głąb Krymu. Wydzielona z jej składu 16 Dywizja Strzelecka rano wyzwoliła Kercz. Już 12 kwietnia oddziały tej armii pod Ak-Monaj przerwały linię obrony zorganizowaną w najwęższym miejscu półwyspu. Następnego dnia pod Karusobazarem doszło do spotkania z oddziałami 4 Frontu Ukraińskiego. Dalej wojska tej armii posuwały się wzdłuż wybrzeża południowego. Tymczasem 19. Korpus Pancerny szybkim marszem w głąb półwyspu uniemożliwił zorganizowanie obrony na podejściach do większych miast. Jedno z głównych miast Krymu, Symferopol, wyzwolono 13 kwietnia, a Niemcy i Rumuni rozpoczęli odwrót w kierunku Sewastopola. Pod tym miastem oddziały radzieckie znalazły się 15-16 kwietnia. Wojska przeciwnika zamknięte w Sewastopolu i wykorzystujące stare radzieckie umocnienia wywiad oceniał na 72 tys. ludzi, 1830 dział i moździerzy oraz 50 czołgów i dział szturmowych. Komunikację z Odessą i rumuńskimi portami w znacznym stopniu utrudniało radzieckie lotnictwo.
Przed ostatecznym szturmem na Sewastopol obrona od 19 kwietnia do 5 maja była systematycznie obrzucana bombami i bombardowana przez artylerię. 5 maja 2. Armia Gwardii rozpoczęła atak od północy, odciągając na ten odcinek wszystkie rezerwy. 7 maja na odcinku wzgórze Sapun – Karań uderzyły 51 Armia i Samodzielna Armia Nadmorska. Już pierwszego dnia udało się im zająć wzgórze Sapun. Do 9 maja przełamano wszystkie linie obronne i rozpoczęły się walki w mieście. Do wieczora Sewastopol został wyzwolony. Walki na Krymie zakończyły się 12 maja, kiedy na Półwyspie Chersońskim poddało się 21 tys. ostatnich obrońców. Część sił niemieckich i rumuńskich została ewakuowana z Sewastopola do Konstancy, ale po drodze były atakowane przez radzieckie bombowce.